# 1re cérémonie des Goyas
La 1re cérémonie des Goyas (ou Premios Goya), organisée par l'Academia de las artes y las ciencias cinematográficas de España, a eu lieu le 17 mars 1987 au Teatro Lope de Vega (Madrid) (es) et a récompensé les films sortis en 1986. Elle a été présentée par Fernando Rey.

## Palmarès

### Meilleur film
- El viaje a ninguna parte
  - L'Autre Moitié du ciel (La mitad del cielo)
  - 27 Heures (27 horas)

### Meilleur réalisateur
- Fernando Fernán Gómez pour El viaje a ninguna parte
  - Emilio Martínez-Lázaro pour Lulú de noche
  - Pilar Miró pour Werther

### Meilleur acteur
- Fernando Fernán Gómez pour Mambru s'en va-t-en guerre (Mambrú se fue a la guerre)
  - Jorge Sanz pour Manolo (El año de las luces)
  - Juan Diego pour Dragon Rapide

### Meilleure actrice
- Amparo Rivelles pour Hay que deshacer la casa
  - Victoria Abril pour Tiempo de silencio
  - Ángela Molina pour L'Autre Moitié du ciel (La mitad del cielo)

### Meilleur acteur dans un second rôle
- Miguel Rellán pour Tata mía
  - Agustín González pour Mambru s'en va-t-en guerre (Mambrú se fue a la guerra)
  - Antonio Banderas pour Matador

### Meilleure actrice dans un second rôle
- Verónica Forqué pour Manolo
  - Chus Lampreave pour Manolo
  - María Luisa Ponte pour El hermano bastardo de Dios

### Meilleur scénario original
- Fernando Fernán Gómez pour El viaje a ninguna parte
  - Pedro Beltrán (es) pour Mambru s'en va-t-en guerre (Mambrú se fue a la guerra)
  - José Luis Borau pour Tata mía

### Meilleure direction artistique
- Félix Murcia pour Dragón Rapide
  - Ramiro Gómez pour Bandera negra
  - Wolfgang Burmann pour Romanza final (Gayarre) (es)

### Meilleurs costumes
- Gerardo Vera (es) pour L'Amour sorcier
  - Javier Artiñano (es) pour Dragón Rapide
  - Gerardo Vera (es) pour L'Autre Moitié du ciel

### Meilleurs maquillages et coiffures
- Fernando Florido pour Dragón Rapide
  - José Antonio Sánchez pour El viaje a ninguna parte

### Meilleure photographie
- Teo Escamilla pour L'Amour sorcier
  - José Luis Alcaine pour L'Autre Moitié du ciel
  - Hans Burmann (de) pour Werther

### Meilleur montage
- Eduardo Biurrun pour Banter (en)
  - Pablo G. del Amo (es) pour El viaje a ninguna parte
  - José Luis Matesanz pour Werther

### Meilleur son
- Bernardo Menz et Enrique Molinero pour Werther
  - Alfonso Pino pour Luna de agosto
  - Carlos Faruolo et Alfonso Pino pour El hermano bastardo de Dios

### Meilleure musique originale
- Milladoiro pour L'Autre Moitié du ciel
  - Xavier Montsalvatge pour Dragón Rapide
  - Emilio Arrieta pour El disputado voto del señor Cayo

### Meilleur film étranger en langue espagnole
- Le Film du roi de Carlos Sorín  Argentine
  - Pequeña revancha (en) de Olegario Barrera  Venezuela
  - Tiempo de morir de Jorge Alí Triana (es)  Colombie

### Goya d'honneur
- José F. Aguayo (es)

## Statistiques

### Nominations multiples
5 : El viaje a ninguna parte, Dragón Rapide et L'Autre Moitié du ciel
4 : Werther

### Récompenses multiples
3 : El viaje a ninguna parte
2 : Dragón Rapide et L'Amour sorcier